# Botanikus kert (Soroksár)
A Soroksári Botanikus Kert Budapest XXIII. kerületében, azon belül (amint ezt neve is jelzi) Soroksáron, a Péteri-major nevű részen található.

## A Kert alapítása, feladatai
A Soroksári Botanikus Kert, mint elsősorban az oktatást segítő bemutatóhely létesítését 1962-ben határozta el a Kertészeti és Szőlészeti Főiskola Tanácsa. A fő cél mellett még az alábbi tevékenységeket tervezték:
- növénytani kutatás,
- közművelődési bemutató kert,
- szaporítóanyagok nemzetközi cseréje.

Az alapítás szervező munkáját a Növénytani Tanszék akkori vezetői, Kárpáti Zoltán és Terpó András irányították. Amikor a helyet kijelölték, azon jórészt az 1950-es évek telepített kocsányos tölgy, feketefenyő, szürke nyár és akác nőtt. A magasabb homokdombon felhagyott szőlők, gyümölcsösök maradványai voltak, a laposokon pedig legelők.
A kert tervét 1963 tavaszán készítették el a Kertépítési és Kultúrtechnikai Tanszék munkatársai:
- Ormos Imre,
- Virág János,
- Kiácz György,
- Csóti László.

Mellettük sokat tett még a kertért Probocskai Endre és Nádasi Mihály.
Az egyetemi tanterv szerinti szervezettani–rendszertani–növényföldrajzi gyakorlatokat 1968-ban kezdték el. A kert több, az OMMI által nyilvántartott és ellenőrzött génalaptartalék élőgyűjteményt őriz. Ezek:
- vadrózsa (Rosa),
- vadkörte (Pyrus),
- berkenye (Sorbus),
- borostyán (Hedera) fajok, fajták.

Gondosan őrzik az eredeti növénytársulások (kiszáradó láprét, zsombékos, homokpusztagyep) fennmaradt töredékeit, a ritka és védett növények természetes élőhelyeit – ezek a Kert kiemelten védett részei. 1977-ben Budapest a Soroksári Botanikus Kertet helyi jelentőségű természetvédelmi területté nyilvánította. 
A Kert évente 2000–2500 látogatót fogad, főleg általános iskolás csoportokat, szakvezetéssel. Természetvédelmi vetélkedőket, környezetvédelmi ifjúsági táborokat is rendeznek.
Évente megjelentetik Index Seminum című kiadványukat, amelyben eredeti termőhelyről begyűjtött növények magjait kínálják cserére. Hatvan ország 450 intézményével állnak cserekapcsolatban; évente mintegy kétezer csomag magot küldenek, két és fél–háromezer csomaggal kapnak.

## Természetföldrajz, földtani felépítés
A terület a Duna egykori ártere; a tengerszint feletti átlagos magassága 115 m. Az öntéseken homokos fizikai talajféleségek alakultak ki. A homok egy részét a szél áthalmozta, ezért a felszínt ÉNy-DK irányú homokbuckák tagolják, a buckasorok között vizenyős laposokkal.

## Éghajlata
A terület kimondottan napos (évente átlagosan 2014 napsütéses órával). Az erős kisugárzás miatt nagy a hőmérséklet napi és évi ingadozása. A csapadék kevés (átlagosan évi 500 mm) és ráadásul a megoszlása is egyenlőtlen. A két legszárazabb hónap a július és az augusztus, a legtöbb csapadék április-májusban esik. Az uralkodó szélirány ÉNy-i.

## A Kert látnivalói

### Eredeti élőhelyek fenntartása, visszaállítása
1. A kert ÉK-i részét rezervátumnak jelölték ki. A 12 hektáros, mocsaras, vizenyős, gazdálkodásra alkalmatlan területen legfeljebb csak legeltettek, és ennek érdekében azt időnként felégették. A csekély használat eredményeként az eredeti növénytársulás ha töredékesen is, de fennmaradhatott.
Természetközeli állapota az 1963-ban kezdett, tudatos és következetes természetvédő munka eredménye. A legfontosabb tevékenységek:
- évi egyszeri (őszi) kaszálás,
- az agresszív gyomosító növényfajok visszaszorítása,
- a víz utánpótlása,
- az értékes, védett növényfajok elszaporítása.

Sajnos aszályos évek és az autópályák építését kísérő vízelvezetés felgyorsította a nedves rét száradását.
2. Zsombékos
- Eredeti növények:
  - magyar kőris (Fraxinus angustifolia subsp. pannonica),
  - fehér fűz (Salix alba),
  - hamvas fűz (Salix cinerea),
  - veresgyűrű som (Cornus sanguinea),
  - kutyabenge (Frangula alnus),
  - egybibés galagonya (Crataegus monogyna)
  - tőzegpáfrány (Thelypteris palustris) – védett,
  - zsombéksás (Carex elata) – állományalkotó,
  - erdei angyalgyökér (Angelica sylvestris),
  - mocsári aggófű (Senecio paludosus),
  - mocsári gólyahír (Caltha palustris),
  - békaliliom (Hottonia palustris),
  - mocsári nőszirom (Iris pseudacorus),
  - orvosi macskagyökér (Valeriana officinalis).

- Telepített fajok:
  - közönséges nyír (Betula pendula),
  - törékeny fűz (Salix fragilis),
  - csigolyafűz (Salix purpurea).

- Védett fajok:
  - fekete galagonya (Crataegus nigra),
  - tőzike (Leucojum vernum, Leucojum aestivum),
  - sárga sásliliom (sárgaliliom) (Hemerocallis lilio-asphodelus),
  - kockás liliom (Fritillaria meleagris). stb.

3. Homokdomb
A nyílt és zárt homokpusztagyep bemutatására a kert délkeleti sarkát jelölték ki. 1974-ben kivágták az ott növő akácost, majd elkezdték visszaszorítani az értéktelen gyomnövényzetet, visszatelepíteni a homok eredeti, értékes fajait – elsőként a borókát (Juniperus communis).
További, fás szárú növények:
- kocsányos tölgy (Quercus robur),
- egybibés galagonya (Crataegus monogyna),
- rezgő nyár (Populus tremula),
- csíkos kecskerágó (Euonymus europaeus),
- erdeifenyő (Pinus sylvestris),
- homoktövis (Hippophaë rhamnoides).

Lágyszárúak:
- homoki árvalányhaj (Stipa borysthenica),
- kék szamárkenyér (Echinops ritro subsp. ruthenicus),
- csikófark (Ephedra distachya),
- tarka sáfrány (Crocus reticulatus),
- tavaszi hérics (Adonis vernalis),
- leánykökörcsin (Pulsatilla grandis),
- homoki pimpó (Potentilla arenaria),
- buglyos zanót (Cytisus austriacus),
- magyar szegfű (Dianthus pontederae),
- kései szegfű (Dianthus serotinus),
- bókoló bogáncs (Carduus nutans subsp. macrolepis),
- buglyos fátyolvirág (Gypsophila paniculata),
- magyar csenkesz (Festuca vaginata),
- fényes sás (Carex liparicarpos),
- keskeny levelű sás (Carex stenophylla),
- erdélyi gyöngyperje (Melica transsylvanica),
- karcsú fényperje (Koeleria cristata),
- fedélrozsnok (Bromus tectorum),
- meddő rozsnok (Bromus sterilis),
- vadrozs (Secale sylvestre),
- homoki cickafark (Achillea ochroleuca),
- homoki aranyvessző (Solidago virga-aurea),
- borsos varjúháj (Sedum acre),
- hatsoros varjúháj (Sedum sexangulare),
- bablevelű varjúháj (Sedum maximum),
- kis tyúktaréj (Gagea pusilla),
- ernyős madártej (Ornithogalum umbellatum),
- üstökös gyöngyike (Muscari comosum),
- gyapjas gyűszűvirág (Digitalis lanata),
- molyhos ökörfarkkóró (Verbascum phlomoides),
- homoki keserűfű (Polygonum arenarium)

### Növényföldrajzi egységek
A Kertben hét, különböző rangú növényföldrajzi egység növényzetét mutatják be:
- Észak-Amerika
- Kelet-Ázsia
- Közép-Ázsia és Kis-Ázsia
- Kaukázus
- Kelet-Közép- és Dél-Európa
- Szibéria
- Kárpátok

### Gyűjteményes egységek
- Endemikus (bennszülött) növények
- Európa magas hegyvidékei és a magyar középhegységek növényei, sziklakertek
- Magyarország vadrózsái (Rosa fajok)
- Borostyán (Hedera) faj- és fajtagyűjtemény
- Vadgyümölcsös
- Árnyéki évelők
- Illatos bazsarózsa (Paeonia lactiflora) (28) és nőszirom (Iris) fajok és fajták
- A tó és környékének növényvilága

A gyűjtés két fő célja a kutatás és a génmegőrzés.

### Magyarország jelentősebb növénytársulásai
- Alföldi kocsányos tölgyes
- Karsztbokorerdő
- Bükkös-gyertyános
- Szikesek

### Gombák
A Kertben mintegy 170–180 nagygomba faj él. A fajösszetételt a homokos talaj és a növényzet határozza meg.
Gyakoribb nemzetségek, illetve fajok:
- kucsmagomba (Morchella),
- papsapkagomba (Helvella),
- csiperke (Agaricus),
- tejelőgomba (Lactarius),
- pereszke (Lepista, Tricholoma),
- pókhálósgomba (Cortinarius),
- susulyka (Inocybe),
- galambgomba (Russula),
- fakógomba (Hebeloma)
- tövisaljagomba (Entoloma clypeatum),
- mezei szegfűgomba (Marasmius oreades),
- szemcsés nyelű tinóru (Suillus granulatus),
- nyárfatinóru (Leccinum duriusculum),
- változékony tinóru (Boletus luridus),
- nagy őzlábgomba (Macrolepiota procera),
- gyilkos galóca (Amanita phalloides),
- cafrangos galóca (Amanita strobiliformis) stb.

### A Kert állatvilága
A vizes élőhelyeken:
- tarajos gőte,
- mocsári teknősök,
- halak,
- békák,
- siklók,
- vadkacsák,
- átvonulóban szürke gémek.

A réten:
- mezei pacsirta,
- egerészölyv,
- szarka,
- fácán,
- gólya.

A homokdombon:
- zöld gyík,
- fürge gyík,
- homoki gyík.

Az erdőben:
- erdei fülesbagoly,
- fülemüle,
- szajkó,
- harkályok,
- számtalan apró énekesmadár,
- sün,
- mókus,
- nyúl,
- őz,
- róka,
- menyét.

Érdekesebb rovarok:
- imádkozó sáska,
- sisakos sáska,
- dajkapók,
- futóbogarak stb.

### Egyéb látnivalók
- Üvegház trópusi, szubtrópusi növényekkel;
- állandó fényképkiállítás;
- kerti faház állandó természetvédelmi kiállítással;
- kerti pihenők asztalokkal, padokkal, szalonnasütő helyekkel;
- játszótér, focipálya